# José Maria Vieira Mendes
José Maria Vieira Mendes (Lisboa, 1976) é um dramaturgo português.

## Biografia
José Maria Vieira Mendes nasceu em 1976.
Filho de Miguel Lobo Antunes e Margarida Vieira Mendes, foi colaborador do jornal da Faculdade de Letras da Universidade de Lisboa, Os Fazedores de Letras. 
Frequentou, em 2000, a International Residency programme do en:Royal Court Theatre de Londres. Esteve em 2005 em Berlim com uma bolsa de estudo da Fundação Calouste Gulbenkian.
Entre as obras escritas por Vieira Mendes encontram-se Dois Homens, Morrer, Crime e Castigo, Lá Ao Fundo o Rio e Chão e T1. No seu desempenho como tradutor inclui-se, entre outros, teatro de Samuel Beckett, Duncan McLean, Jon Fosse, Harold Pinter ou Heiner Müller. É um dos responsáveis pela edição do Teatro de Bertolt Brecht pela editora Livros Cotovia.
O seu trabalho no teatro está ligado à companhia teatral Artistas Unidos e ao colectivo Teatro Praga.
Foram produzidas, entre outras, as suas peças Dois Homens (1998), Lá ao Fundo o Rio (2000), T1 (2003), Se o Mundo Não Fosse Assim (2004), A Minha Mulher (2007), O Avarento ou A Última Festa (2007), Onde Vamos Morar (2008), Aos Peixes (2008) e as peças curtas Proposta Concreta (2005), Intervalo (2006) e Domingo (2007). Mais recentemente escreveu Ana (2008), Padam Padam (2009) e Paixão Segundo Max (2010), Terceira Idade (2013). 
Algumas das suas peças foram já traduzidas para inglês, francês, italiano, espanhol, polaco, norueguês, eslovaco, sueco e alemão, com produções na Alemanha e Suécia.
José Maria Vieira Mendes foi distinguido com o Prémio Revelação Ribeiro da Fonte 2000 do Instituto Português das Artes do Espectáculo, Prémio ACARTE/Maria Madalena Azeredo Perdigão 2000 da Fundação Calouste Gulbenkian, Prémio Casa da Imprensa de 2005 para a área de Teatro, e Prémio Luso-Brasileiro de Dramaturgia António José da Silva 2006, atribuído pelo Instituto Camões (Portugal) e pela Funarte – Fundação Nacional de Artes (Brasil), pela peça A Minha Mulher.
Em 2015 foi um dos nomeados para os Globos de Ouro da SIC na secção "Melhor Peça/Espetáculo" pela encenação partilhada com Pedro Zegre Penim e André e. Teodósio de Tropa Fandanga.
Parte da sua obra foi publicada no volume Teatro, editado pelos Livros Cotovia.

## Filmografia
José Maria Vieira Mendes foi responsável pelos diálogos em:
- 2009 - Águas Mil, de Ivo Ferreira
- 2012 - La chambre jaune, curta de André Godinho